# فالشاباد
فالشاباد مدينة قديمة تقع في العراق كانت أحد ضواحي طيسفون عاصمة الامبراطورية البارثية، والامبراطورية الساسانية.

## التأسيس
تأسست المدينة من قبل الملك البارثي باكوروس الأول (حكم 51-78) واستولى عليها الساسانيون في 226.

## نبذة
في عام 636م هاجم العرب المسلمون المدينة بقيادة الجنرال العربي خالد بن عرفطة . 
اوقفت في فالشاباد قوة من القوات، اعتبرها الملك الساساني السابق بوراندخت جزءًا مهمًا من بقاء الإمبراطورية الساسانية، وقد أبادها العرب، الذين انضم إليهم الجنرال الساساني السابق شيرزاده، الذي ساعدهم في الوصول على فيه-اردشير ، ضاحية أخرى من ضواحي قطسيفون.